# Estland ved vinter-OL 2018
Estland deltager i vinter-OL 2018 i Pyeongchang, Sydkorea i perioden 9. – 25. februar 2018.

## Deltagere
Følgende atleter vil deltage i nedennævnte sportsgrene: 
| Sportsgren           | Herrer | Damer | Total |
| -------------------- | ------ | ----- | ----- |
| Alpint skiløb        | 1      | 1     | 2     |
| Hurtigløb på skøjter | 1      | 1     | 2     |
| Langrend             | 5      | 2     | 7     |
| Nordisk kombineret   | 2      | 0     | 2     |
| Skihop               | 3      | 0     | 3     |
| Skiskydning          | 5      | 1     | 6     |
| Total                | 10     | 2     | 12    |

## Medaljer
| 2018 Pyeongchang | Guld | Sølv | Bronze | Total |
| Estland          | 0    | 0    | 0      | 0     |